# Viva World Cup
VIVA World Cup là giải đấu được tổ chức bởi NF-Board 2 năm 1 lần. Các đội tham dự giải là những đội tuyển quốc gia không phải là thành viên của FIFA.

## Lịch sử
Vào tháng 5 năm 2005, NF Board thông báo thành viên Bắc Síp sẽ là chủ nhà giải đấu để kỷ niệm 50 năm thành lập của thành viên này. Tuy nhiên, vì nhiều lý do, NF Board đã chuyển giải đấu sang cho thành viên Occitania (1 vùng nằm ở Nam Âu). 6 đội tham dự là Monaco, Sápmi, Nam Cameroon, Tây Papua (vùng), đội của người Roman. Tuy nhiên, vì nhiều lý do chỉ còn lại Monaco, Sapmi và chủ nhà tham dự. Nam Cameroon cũng tham dự nhưng không có visa và các trận đấu gặp đội này tại giải đều được xử 3-0. Sápmi là đội vô địch của giải với Monaco hạng nhì.
VIVA World Cup lần 2 tổ chức tại làng Gällivare thuộc Sápmi, Thụy Điển từ 7 đến 13 tháng 7 năm 2008. Các trận đều chơi vào buổi trưa. 12 đội có dự định tham gia nhưng cuối cùng chỉ còn 5, và đội Padania vô địch, Aramean đứng nhì và chủ nhà đứng 3.
Lần thứ 3, giải được tổ chức tại Padania, Ý vào năm 2009. Đội Padania tiếp tục bảo vệ ngôi vương sau trận thắng trước Kurdistan.
Lần thứ 4, giải được tổ chức tại Gozo, Malta năm 2010. Padania tiếp tục vô địch. Đội Tây Tạng có ý định tham dự nhưng không đủ kinh phí.
Lần thứ 5, giải được tổ chức tại Kurdistan năm 2012 với sự hợp tác giữa NF-Board và liên đoàn thể thao các quốc đảo. Đội chủ nhà giành chức vô địch sau chiến thắng trước Bắc Síp.
Giải đấu lần thứ 5 cũng là giải đấu cuối cùng của VIVA World Cup, do NF-Board giải tán vì một số lý do chính trị. Sang năm 2013, thay cho NF-Board, một tổ chức tương tự, quy củ và lớn mạnh hơn ra đời là Liên đoàn các Hiệp hội bóng đá độc lập (ConIFA). Liên đoàn các Hiệp hội bóng đá độc lập ConIFA cũng có thể được coi là hậu thân của NF-Board. ConIFA đã tiếp tục cho tổ chức giải đấu ConIFA World Football Cup (thay cho VIVA World Cup) được tổ chức 2 năm 1 lần bắt đầu từ năm 2014.

## Kết quả
| Năm           | Chủ nhà   | Chung kết   | Chung kết | Chung kết          | Trận đấu tranh hạng 3 | Trận đấu tranh hạng 3 | Trận đấu tranh hạng 3 |
| Năm           | Chủ nhà   | Vô địch     | Kết quả   | Hạng Nhì           | Hạng 3                | Kết quả               | Hạng 4                |
| ------------- | --------- | ----------- | --------- | ------------------ | --------------------- | --------------------- | --------------------- |
| 2006 Chi tiết | Occitania | · Sápmi     | 21–1      | · Monaco           | · Occitania           |                       | · Nam Cameroon        |
| 2008 Chi tiết | Sápmi     | · Padania   | 2–0       | · Arameans Suryoye | · Sápmi               | 3–1                   | · Kurdistan           |
| 2009 Chi tiết | Padania   | · Padania   | 2–0       | · Kurdistan        | · Sápmi               | 4–4 (5–4) đá luân lưu | · Provence            |
| 2010 Chi tiết | Gozo      | · Padania   | 1–0       | · Kurdistan        | · Occitania           | 2–0                   | · Hai Sicilie         |
| 2012 Chi tiết | Kurdistan | · Kurdistan | 2–1       | · Bắc Síp          | · Zanzibar            | 7–2                   | · Provence            |

## Các đội từng tham gia
| Đội                  | 2006 | 2008 | 2009 | 2010 | 2012 | Năm |
| -------------------- | ---- | ---- | ---- | ---- | ---- | --- |
| Arameans Suryoye     |      | H2   |      |      |      | 1   |
| Darfur               |      |      |      |      | 9    | 1   |
| Gozo                 |      |      | 6    | 5    |      | 2   |
| Kurdistan thuộc Iraq |      | 4    | H2   | H2   | VĐ   | 3   |
| Monaco               | H2   |      |      |      |      | 1   |
| Bắc Síp              |      |      |      |      | H2   | 1   |
| Occitania            | H3   |      | 5    | H3   | 5    | 4   |
| Padania              |      | VĐ   | VĐ   | VĐ   |      | 3   |
| Provence             |      | 5    | 4    | 6    | 4    | 4   |
| Raetia               |      |      |      |      | 8    | 1   |
| Sápmi                | VĐ   | H3   | H3   |      |      | 3   |
| Nam Cameroon         | 4    |      |      |      |      | 1   |
| Tamil Eelam          |      |      |      |      | 7    | 1   |
| Hai Sicilie          |      |      |      | 4    |      | 1   |
| Tây Sahara           |      |      |      |      | 6    | 1   |
| Zanzibar             |      |      |      |      | H3   | 1   |
| Tổng                 | 4    | 5    | 6    | 6    | 9    |     |